# Dupouyichthys sapito
Dupouyichthys sapito är en fiskart som beskrevs av L. P. Schultz 1944. Dupouyichthys sapito är ensam i släktet Dupouyichthys som ingår i familjen Aspredinidae. Inga underarter finns listade i Catalogue of Life.
Arten förekommer i dalgången av Magdalenafloden och Maracaibosjön i norra Sydamerika. Den blir upp till 30 mm lång. Dupouyichthys sapito vistas ofta i växtligheten nära strandlinjen.